# عودة الملك
عودة الملك (بالإنجليزية: The Return of the King) هو المجلد الثالث من رواية ج. ر. ر. تولكين الفنتازيا العليا سيد الخواتم. يسبقه رفقة الخاتم و‌البرجان.

## وصلات خارجية
- عودة الملك على موقع الموسوعة البريطانية (الإنجليزية)